# Nichi Vendola
Nichi Vendola, född 1958 i Bari, Italien, är en italiensk politiker.
Han var ursprungligen medlem av det italienska kommunistpartiet PCI, Partito Comunista Italiano, men företräder sedan 2009 det socialdemokratiska Sinistra Ecologia Libertà.